# Hüpfmäuse
Die Hüpfmäuse (Zapodidae) sind eine artenarme Familie der Nagetiere, die sich durch verlängerte Hinterbeine auszeichnet. Vier Arten der Familie kommen in Nordamerika vor, eine in China.

## Merkmale
Hüpfmäuse erreichen eine Kopf-Rumpf-Länge von 7 bis 10 cm, eine Schwanzlänge von 10 bis 16 cm und ein Gewicht von 17 bis 29 g. Weibchen sind etwas größer als die Männchen. Hinterbeine und Füße sowie der Schwanz sind ungewöhnlich lang, während die Vorderbeine und die vorderen Füße normal lang sind. Das Fell ist rötlich oder gelblich, Waldhüpfmaus und Chinesische Hüpfmaus sind eher rötlich, bei den Echten Hüpfmäusen dominieren gelbliche oder orange Töne. Alle fünf Arten haben einen dunkelbraunen Aalstrich auf der Rückenmitte. Die Bauchseite ist in der Regel weißlich, die Chinesische Hüpfmaus hat auf dem Bauch einen hellbraunen Streifen. Der Schwanz ist auf der Oberseite dunkel und auf der Unterseite hell. Die Spitze kann weiß sein. Die Schneidezähne sind orange oder gelb gefärbt.
| 1 | · | - | · | 0-1 | · | 3 | = 16 o. 18 |
| 1 | · | - | · | 0   | · | 3 | = 16 o. 18 |

## Lebensweise
Hüpfmäuse sind vorwiegend nachtaktiv, manchmal jedoch auch tagsüber zu sehen. Ihre Nahrung besteht vor allem aus Samen und Pilzen, daneben werden Beeren, andere Früchte, Raupen, Käfer, Maden, Spinnen, Tausendfüßer und Würmer verzehrt. Die Zusammensetzung der Nahrung richtet sich nach ihrem jahreszeitlichen Vorkommen. Im Frühjahr besteht sie ungefähr zur Hälfte aus verschiedenen Wirbellosen und zu 20 % aus Samen, während nur selten Pilze verzehrt werden. Mit fortschreitendem Jahr wird der Anteil von Samen und Pilzen an der Ernährung größer und der Konsum wirbelloser Tiere geht zurück. Den Winter überstehen Hüpfmäuse schlafend. Zum Winterende wachen die Männchen vor den Weibchen aus dem Winterschlaf auf. Die Paarung findet unmittelbar nach dem Aufwachen der Weibchen statt. Die Trächtigkeitsdauer liegt bei 17 bis 21 Tagen. Pro Wurf werden 2 bis 9, in den meisten Fällen 4 bis 6 Jungtiere geboren. Neugeborene sind haarlos und können in der ersten Lebenswoche krabbeln, aber nicht stehen. Die äußeren Gehörgänge öffnen sich mit einem Alter von 20 Tagen, ihre Augen öffnen die Jungtiere fünf Tage später. Von da an beginnen die Jungtiere feste Nahrung zu sich zu nehmen und das Nest zu verlassen. Sie werden wahrscheinlich noch einige Zeit gesäugt, aber mit einem Alter von vier Wochen sind sie voll behaart und selbstständig. Die Weibchen gebären im Jahr ein- bis zweimal, in seltenen Fällen haben sie auch dreimal Jungtiere. Spät geborene Jungtiere überleben oft den Winter nicht, da sie nicht genug Zeit haben, genügend Fettreserven aufzubauen. Die Nester werden normalerweise im Erdboden gebaut, oft nur 15 cm unter der Erdoberfläche, in offenen Landschaften aber auch in Grasbüscheln. Es wurden jedoch auch schon Nester in Bäumen gefunden. Hüpfmäuse erreichen im Normalfall ein Alter von einem bis zwei Jahren, in Ausnahmefällen können sie bis zu 5 Jahre alt werden.

## Gattungen und Arten

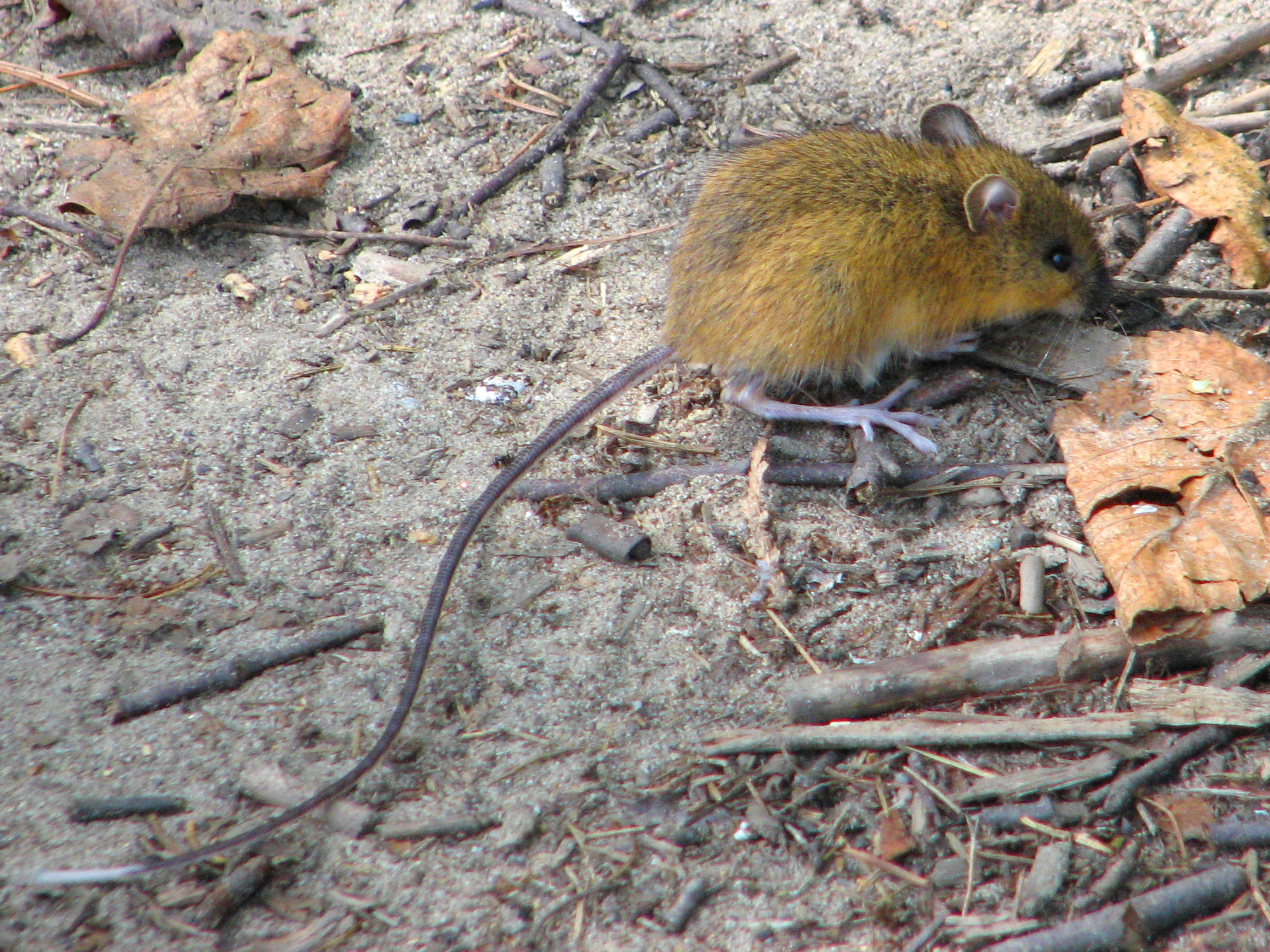
Waldhüpfmaus

Es gibt drei Gattungen mit insgesamt fünf Arten.
- Echte Hüpfmäuse (Zapus)
  - Wiesenhüpfmaus (Zapus hudsonius)
  - Westliche Hüpfmaus (Zapus princeps)
  - Pazifik-Hüpfmaus (Zapus trinotatus)
- Eozapus
  - Chinesische Hüpfmaus (Eozapus setchuanus)
- Napaeozapus
  - Waldhüpfmaus (Napaeozapus insignis)

## Systematik
Die Hüpfmäuse galten lange Zeit als Unterfamilie der Springmäuse (Dipodidae), wobei angenommen wurde, dass sie an der Basis der Springmäuse stehen. Im Handbook of the Mammals of the World, einem Standardwerk zur Mammalogie, werden sie als eigenständige Familien behandelt.

## Gefährdung
Der Bestand aller Arten der Hüpfmäuse wird von der IUCN als stabil angesehen und die Arten als nicht gefährdet (Least Concern) gelistet.